# ESPER
「ESPER」（エスパー）は、松任谷由実の通算14枚目のシングル。東芝EMIより1980年3月20日に発売された。規格品番：ETP-10690。
1989年6月28日にCDシングルとして再発された。
シングル・バージョンは現在までアルバム未収録である。14枚目のオリジナルアルバム『REINCARNATION』にはアルバム・バージョンが収録された。

## 解説
- キャッチコピーは「発見!!あらゆる恋を解く言葉。エスパー」。プロモーション盤には宇宙人のような奇抜な衣装と渡辺サブロオによる前衛的なヘアメイクのユーミンが写っている。
- 「よそゆき顔で」は結婚を翌日に控えた女性の歌。歌詞にトヨタ自動車が販売していたスペシャルティカー「セリカ」が登場する（モデルは初代 A20/30型といわれている）。イントロでドラムスが3拍確認出来る（アルバム・バージョンでは最初の1拍がカットされ、2拍となっている）。
- A・B面両テイク共にアルバム未収録であるため、2018年現在CDシングルの価格が中古市場に於いて高騰する傾向にある。
- オリコンチャートの登場週数は5週、チャート最高順位は週間77位、累計1.3万枚のセールスを記録した[1]。

## 収録曲
- Side A　　ESPER（single version）
- Side B　　よそゆき顔で （single version）-Like I Don't Know You-[2]

作詞・作曲：松任谷由実／編曲：松任谷正隆／コーラスアレンジ：杉真理